# Iván de la Peña
Iván de la Peña López (* 6. Mai 1976 in Santander) ist ein ehemaliger spanischer Fußballspieler. Er spielte im Mittelfeld. Die Stärken von de la Peña waren das Kurzpassspiel und seine guten Freistöße.

## Karriere

### Vereinskarriere

#### FC Barcelona
De la Peña begann seine Profikarriere 1993 im Amateurteam des FC Barcelona. Bereits 1991 hatte er seiner Heimatstadt Santander den Rücken gekehrt und war in die Jugendakademie der Katalanen La Masia eingetreten. Nach nur einem Jahr im B-Team wurde er in die Profimannschaft befördert, wo er als Riesentalent und als der neuer spanischer Diego Maradona galt. Doch obwohl er in über 60 Spielen selten diese großen Leistungen zeigen konnte, wollten viele internationale Topklubs den 1,71 m großen Spielmacher verpflichten.

#### Rom, Marseille und Rückkehr nach Barcelona
1998 machte dann der italienische Traditionsklub Lazio Rom das Rennen um de la Peña und überwies für ihn eine Ablösesumme von umgerechnet 14,5 Millionen Euro. Seine erste Saison in der Serie A, Italiens höchster Spielklasse, war jedoch nicht überzeugend und er wurde daraufhin an Olympique Marseille nach Frankreich ausgeliehen. Er spielte schließlich ein Jahr in der Ligue 1 und schloss die Saison ohne einen Titel ab. Im Anschluss wurde er zum FC Barcelona verliehen, wo er sich weiterentwickeln sollte. Doch er brachte es nur auf neun Partien in der Liga und drei in der UEFA Champions League.
2001 kehrte de la Peña wieder nach Rom zurück, konnte sich in der Saison jedoch nicht durchsetzen.

#### Espanyol Barcelona
Der Wechsel zu Espanyol Barcelona war für ihn die späte sportliche Befreiung: Mit 25 Jahren wurde er zum wichtigen Spieler im Team, welches stetig zwischen Mittelmaß und UEFA-Pokal schwankt.
2007 erreichte de la Peña mit Espanyol das Finale des UEFA-Pokals, das man nach Elfmeterschießen gegen den FC Sevilla verlor. In der Saison 2008/09 erzielte er beim 2:1-Sieg im Camp Nou gegen den FC Barcelona beide Tore für Espanyol. 2009 verlängerte er seinen auslaufenden Vertrag um zwei weitere Jahre bis 2011. Nach dem plötzlichen Tod von Daniel Jarque Anfang August 2009 wurde de la Peña zum neuen Kapitän ernannt.
Am Ende der Saison 2010/11 gab der von zahlreichen Muskelverletzungen geplagte Iván de la Peña seinen Rücktritt vom aktiven Fußball bekannt.

### Nationalmannschaft
Iván de la Peña stand im Aufgebot der Spanier für die Olympischen Spiele 1996, wo er jedoch mit seiner Mannschaft im Viertelfinale ausschied. In der A-Nationalmannschaft debütierte de la Peña im Alter von 28 Jahren im Jahre 2005 beim 5:0-Erfolg über San Marino. Sein fünftes und letztes Länderspiel bestritt er ebenfalls gegen San Marino, am 12. Oktober 2005.

## Erfolge
- Spanische Meisterschaft: 1998 (FC Barcelona)
- Spanischer Pokal: 2006 (Espanyol Barcelona)
- UEFA Super Cup: 1999 (Lazio Rom)
- Europapokal der Pokalsieger: 1997 (FC Barcelona), 1999 (Lazio Rom)
- Einzug ins Finale der U-21-Europameisterschaft: 1996